# Улица Тази Гиззата (Казань)
Улица Тази Гиззата (тат. Таҗи Гыйззәт урамы) — улица в Вахитовском районе Казани. Названа в честь писателя и драматурга Тази Гиззата (Тази Калимуллович Гиззатуллин, 1895-1955).

## География
Пересекается со следующими  улицами:
- улица Лево-Булачная[вд]
- Московская улица
- улица Гаяза Исхаки
- улица Бурхана Шахиди
- улица Нариманова
- Ямская улица
- улица Альфреда Халикова[вд]

Ближайшие параллельные улицы: Чернышевского и Мартына Межлаука.

## История
Возникла не позднее 1-й половины XIX века. До революции 1917 года носила название Посадская улица и относилась ко 2-й полицейской части. На 1910 год улица имела не менее 14 домовладений, из них 4 принадлежало купцам.
В 1890-е годы от западной оконечности улицы до Дальнего Устья была проложена шоссейная дорога, получившая название Новая дамба. Таким образом, улица стала частью кратчайшего пути от центра Казани до пристаней в устье Казанки.
8 сентября 1955 года улице было присвоено современное название.

## Примечательные объекты
- № 2/34 — здание торгового склада.[9] Во время немецко-советской войны в здании располагались эвакуационные госпитали №№ 2781 и 5869; после войны там располагалось общежитие завода № 22.[10][11]
- № 5/36 — пожарная каланча второй полицейской части.[12]
- № 10 — бывшая часовня при второй полицейской части.[13]
- № 37 (снесён) — жилой дом Казанского отделения ГЖД.[14]

## Транспорт
Непосредственно по улице общественный транспорт не ходит, однако недалеко от её пересечения с Московской улицей есть автобусная и троллейбусная остановка «Улица Чернышевского». Ближайшая станция метро – «Кремлёвская» (~0,7 км по прямой).